# Świerk Engelmanna
Świerk Engelmanna (Picea engelmannii Parry ex Engelm.) – gatunek drzewa z rodziny sosnowatych. Występuje naturalnie w górach zachodniej Ameryce Północnej, od 750 m do 3300 m n.p.m., gatunek lasotwórczy.

## Morfologia
Drzewo dorasta do 20–30 m, jego korona jest stożkowata. Gałęzie są osadzone na pniu w gęstych okółkach, nieco zawieszone. Igły są cienkie, mogą być proste lub lekko wygięte, koloru sinozielonego; rozdarte pachną nieprzyjemnie.

## Zastosowanie
Drewno tego świerka jest wykorzystywane do produkcji papieru, piłowania i okładzin. Wolno rosnące drewno świerka Engelmanna, które znajduje się na wyższych wysokościach, służy również do budowy gitar akustycznych, skrzypiec i fortepianów.